# Trzebuń (województwo pomorskie)
Trzebuń (dodatkowa nazwa w j. kaszub. Trzebùń; niem. Trzebuhn, dawniej Trzebon, Trziebon, Trzembonia) – wieś kaszubska w Polsce położona w województwie pomorskim, w powiecie kościerskim, w gminie Dziemiany
pomiędzy Wdzydzkim Parkiem Krajobrazowym a Zaborskim Parkiem Krajobrazowym w kompleksie leśnym Borów Tucholskich. W skład sołectwa Trzebuń wchodzą następujące miejscowości: Białe Błota, Dywan, Borsztal, Lampkowo, Mutkowo, Pełk, Rozwalewo, Turzonka, Wilczewo, Zajączkowo, Zatrzebionka, Zimny Dwór i Żabowo.
Wieś królewska w starostwie mirachowskim w województwie pomorskim w II połowie XVI wieku. W latach 1975–1998 miejscowość położona była w województwie gdańskim.

## Części wsi
| SIMC    | Nazwa        | Rodzaj    |
| ------- | ------------ | --------- |
| 0160962 | Białe Błota  | część wsi |
| 0160979 | Lampkowo     | część wsi |
| 0160985 | Wilczewo     | część wsi |
| 0160991 | Zajączkowo   | część wsi |
| 0161000 | Zatrzebionka | część wsi |
| 0161016 | Zimny Dwór   | część wsi |
| 0161022 | Żabowo       | część wsi |

## Pochodzenie nazwy
Toponim Trzebuń jest nazwą dzierżawczą, utworzona od nazwy osobowej – imienia Trzebon ≤ Trzebomysł, Trzebosław, za pomocą formantu –jь. Obecność tego właśnie formantu tłumaczyłaby obecna postać wygłosowego –ń. Nazwa po raz pierwszy odnotowana w 1398 roku – Trsebon. Jeszcze w wieku XIX notowane były dwie postacie tej nazwy: Trzebuń albo Trzeboń.

## Historia
Wieś, a w zasadzie jej część, zaliczana była do kasztelanii gdańskiej, aczkolwiek w przywileju księcia Mściwoja II z roku 1284 jej nazwa nie została wymieniona. Poświadczenie źródłowe pochodzi dopiero z czasów krzyżackich, kiedy to Trzebuń należał do komornictwa mirachowskiego. Zakon Szpitala Najświętszej Marii Panny nadał wówczas wsi prawo chełmińskie (niemieckie) w miejsce prawa polskiego, utrzymanego w niektórych wsiach. Po pokoju toruńskim z roku 1466 Trzebuń ponownie znalazł się w granicach Polski i znajdował się w obrębie starostwa parchowskiego. Wieś nigdy nie była ani własnością szlachecką, ani kościelną, lecz królewską. 
1 grudnia 1906 r. w miejscowej szkole elementarnej rozpoczął się strajk dzieci przeciwko nauczaniu religii w języku niemieckim (jego dokładny przebieg nie jest znany). Z uczestników strajku znane są następujące nazwiska: D. Jutrzonka, F. Leman, M. Grzenia, J. Kujawski. Strajk był elementem znacznie większej akcji biernego oporu wobec pruskich władz szkolnych, która na przełomie 1906 i 1907 r. objęła ponad 460 (!) szkół w prowincji Prusy Zachodnie, czyli przedrozbiorowe Pomorze Gdańskie, Powiśle, ziemię chełmińską i ziemię lubawską oraz część Krajny. Inspiracją dla strajków pomorskich były wcześniejsze działania dzieci w prowincji wielkopolskiej, ze słynnym strajkiem we Wrześni (1901) na czele.
W 1920 Trzebuń znalazł się w granicach II Rzeczypospolitej. W czasie okupacji hitlerowskiej należał do Reichsgau Danzig-Westpreussen. Miejscowa ludność została wysiedlona, by powrócić po wycofaniu się hitlerowców. W 1936 została założona działająca do dziś jednostka Ochotniczej Straży Pożarnej.
11/12 sierpnia 2017 przechodząca przez Pomorze nawałnica spowodowała liczne uszkodzenia domów i budynków gospodarczych oraz zniszczyła 90% areału okolicznych lasów.